# Rubus mucronatoides
Rubus mucronatoides är en rosväxtart som beskrevs av Augustin Ley och William Moyle Rogers. Rubus mucronatoides ingår i släktet rubusar, och familjen rosväxter. Inga underarter finns listade i Catalogue of Life.